# Tradescantia schippii
Tradescantia schippii là một loài thực vật có hoa trong họ Commelinaceae. Loài này được D.R.Hunt miêu tả khoa học đầu tiên năm 1983.